# Парламентские выборы в Черногории (1906)
27 сентября 1906 года в Черногории прошли парламентские выборы 1906 года, на которых был избран первый парламент страны. Победила Народная партия, первая политическая группа в Черногории, которая получила 51 место в парламенте.

## Избирательная система
Выборы проводились в соответствии с законом о выборах, принятым 24 июня. Новое Национальное собрание Черногории (парламент) состояло из 62 избранных членов (6 из малых городов и 56 из капитанов) и 14 назначенцев.

## Последствия
Парламент впервые собрался в Цетине 31 октября. Шако Петрович-Негош был избран первым председателем парламента.
После выборов Народная партия сформировала первое партийное правительство с Марко Радуловичем в качестве премьер-министра. В феврале 1907 года Андрия Радович, также член Народной партии, сменил Радуловича на посту главы правительства.